# Запрян Калудов
Запрян Атанасов Калудов е български офицер, генерал-майор от МВР.

## Биография
Роден е на 17 май 1929 г. в асеновградското село Долни Воден, днес квартал на Асеновград. Завършва гимназия в Асеновград. През 1950 г. завършва 71-ви випуск на Народното военно училище във Велико Търново. След това става командир на курсантски взвод в училището. От 1951 г. преминава във военното контраразузнаване. Служи в гарнизона в Пловдив, както и в щаба на втора армия. След това завършва Юридическия факултет на Софийския университет. От 1974 г. започва работа в МВР като заместник-началник на окръжно управление. От 1982 г. е член на Бюрото на ОК на БКП-Пловдив. В периода 27 октомври 1988 – 2 април 1990 г. е началник на Окръжното управление на МВР в Пловдив. Награден е с орден „Народна република България“ – II степен за Възродителния процес. През 2010 г. е проверяван за сътрудничество с Държавна сигурност, но такава не е открита. Умира на 12 април 2003 г.